# Махмудов, Шарафутдин Зелялетдинович
Шарафутдин Зелялетдинович Махмудов (Махмутов) (тат. Шәрәфетдин Җәләлетдин улы Мәхмүтов) — депутат ІII Государственной Думы от Уфимской губернии.

## Биография

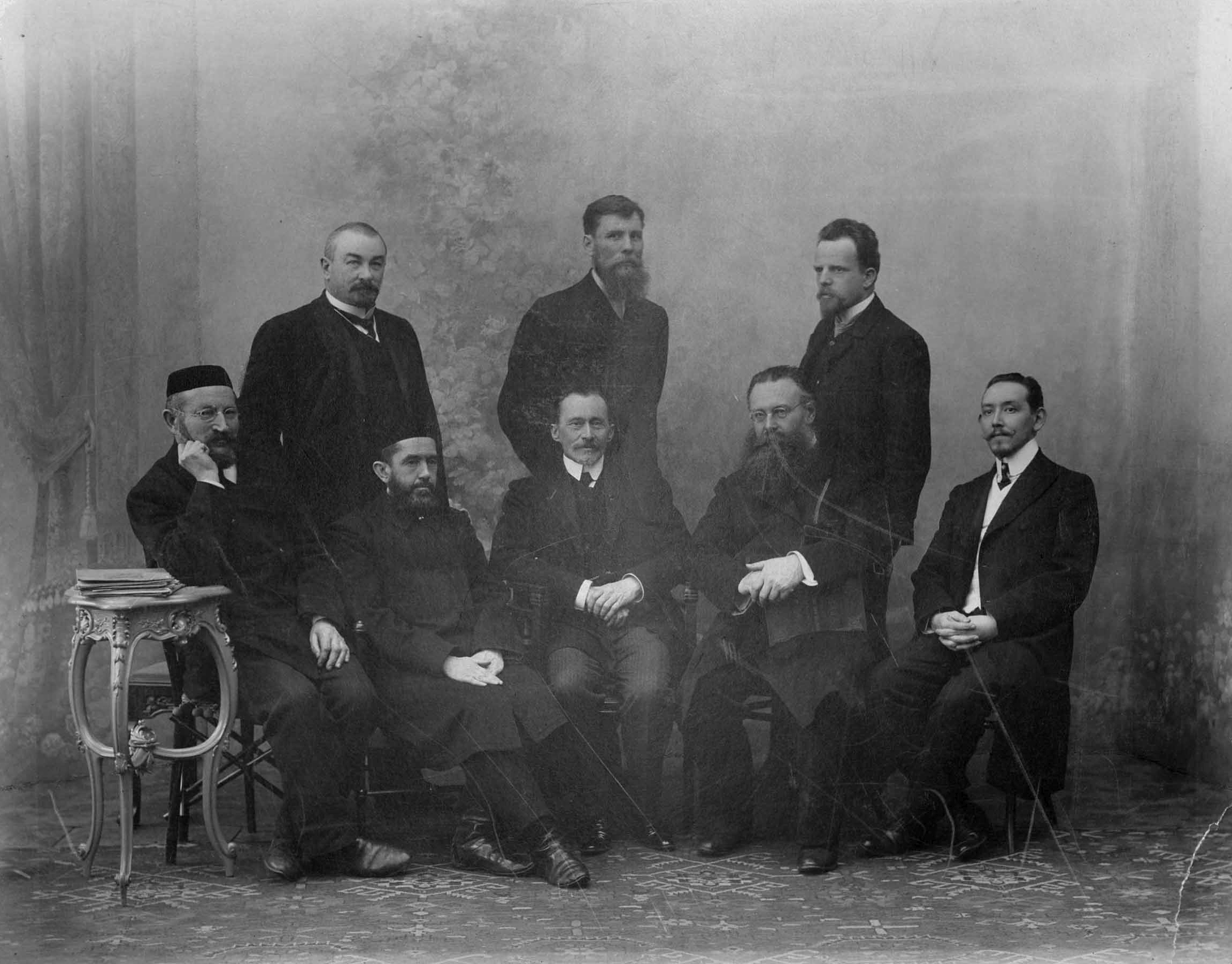
Депутаты III Государственной думы от Уфимской губернии. Стоят: А. П. Толстой, В. Е. Косоротов, Ю. Ю. Блюменталь; сидят: Ш. З. Махмудов, М. М. Тукаев, К. Б. Тевкелев, Г. В. Гутоп, А. Ш. Сыртланов

Родился в 1853 году. По национальности татарин. Личный почетный гражданин. Образование получил в Стерлибашевском медресе.
В 1872 году поступил в Уфимскую татарскую учительскую школу, по окончании которой в 1876 году был учителем русского языка при медресе в деревне Стерлибашево.
С 1902 года до избрания в члены Государственной Думы состоял учителем медресе города Стерлитамака Уфимской губернии (7 десятин надельной земли, дом — 1500 руб.).
В 1907 году был избран депутатом в Государственную думу третьего созыва, где вошёл в мусульманскую фракцию. Являлся членом думской комиссии по народному образованию. Во время обсуждения правительственного законопроекта «О начальных училищах», Ш. Махмутов обратил внимание парламентариев на содержащиеся в нем откровенные русификаторские тенденции. Он подчеркнул, что не нужно «обращать дело просвещения в удобное средство для вытравливания в инородцах последних признаков их племенных свойств», а также заявил, что мусульмане желают быть «равноправными сынами России, а не её пасынками».